# Luciferidae
Luciferidae (лат.) — семейство десятиногих раков (Decapoda), из надсемейства Sergestoidea отряда Dendrobranchiata. Это мелкие плавучие ракообразные, для которых характерны биолюминесценция и потеря или уменьшение некоторых конечностей. Они кормятся крошечными планктонными ракообразными, для ловли которых приспособлен их третий переопод, оснащённый толстыми изогнутыми шипами. До недавнего времени семейство считалось монотипическим, содержащим только род Lucifer, но кладистический анализ 2016 года выявил второй род под названием Belzebub.